# Pedro Jiménez León
Pedro Jiménez León, (Tabasco; 14 de febrero de 1958) es un político y abogado mexicano, miembro del Partido Convergencia, secretario general de dicho partido y coordinador de su grupo parlamentario en la LXI Legislatura.
Licenciado en Derecho por la Universidad Nacional Autónoma de México, con especialidad en Desarrollo Organizacional por la Universidad del Tepeyac. 
En Convergencia ha sido además secretario de Organización y Acción Política del CEN; coordinador del programa «Guías Ciudadanas» en la campaña de Dante Delgado por la gubernatura de Veracruz, y delegado del CEN en los estados de Campeche, Tabasco y Veracruz. 
Se ha desempeñado como representante del gobierno de Tabasco en la Ciudad de México, coordinador general del Comité de Planeación para el Desarrollo de Tabasco, secretario de Comunicaciones y Transportes del gobierno de Tabasco, presidente del CDE del PRI en Tabasco, subcoordinador de Giras de la Presidencia de la República y Presidente Municipal de Comalcalco, Tabasco, entre otros cargos. 
En mayo de 2002 renunció a su militancia en el PRI y se incorporó a Convergencia.